# Yolanda Liévana
Yolanda Liévana (Ciudad de México, 10 de agosto de 1948) es una actriz y vedette mexicana. 

## Carrera
Inicia su carrera artística siendo una adolescente, trabajando en algunos comerciales y en locución de radio debido a su voz dulce y modulada, aunque también trabajaba como secretaria en la empresa automotriz Chrysler de México para pagar sus estudios. Debido a su belleza, empieza a trabajar en algunas revistas de fotonovelas como Chicas y Cita. Posteriormente recibe la oportunidad de presentar algunos segmentos del Festival de la OTI al lado de Raúl Velasco, y en 1970 debuta en su primera película, Matrimonio y sexo. 
A mediados de los setenta, emprendió una carrera como vedette en centros nocturnos de la ciudad, como El 77, El Capri, y La Madelón. En su faceta como cantante, graba discos para el sello Orfeón. En 1978, ganó ocho millones de pesos del premio mayor de la Lotería Nacional. Realizó varias telenovelas como Vivir enamorada y Al final del arco iris.
En 1986, se retiró por casi 20 años al dar a luz a una hija, regresando al medio artístico en 2004 con un nuevo álbum y actuando en palenques y centros nocturnos primordialmente. En 2016, se alejó definitivamente del mundo del entretenimiento.

## Discografía
- ¿Qué Me Ves, Andrés? (1978)
- Me Está Gustando (Se Me Antoja) (2004)

## Filmografía

### Cine
- Matrimonio y sexo (1970)
- La agonía de ser madre (1970)
- Vuelven los campeones justicieros (1972)
- La amargura de mi raza (1972)... Lily
- Los leones del ring (1974)
- Los leones del ring contra la Cosa Nostra (1974)
- El Buscabullas (1975)... Claudine
- Peor que las fieras (1976)... Margarita
- El rey (1976)
- No tiene la culpa el Indio (1978)
- ¿A qué le tiras cuando sueñas, mexicano? (1979)
- Mexicano hasta las cachas (1979)
- Ni modo... así somos (1981)
- ¡Pum! (1981)
- Las fabulosas del reventón (1982)
- Al cabo que ni quería (1982)
- Las fabulosas del reventón 2 (1983)
- Flor de fango (2011)

### Televisión
- Festival de la canción latina - México (1970)
- Mujeres, mujeres y algo más (1970)
- Los Polivoces (1971-73)
- El Comanche (1973)
- Muñeca (1973)
- Musicalísimo del 4 (1977-78)
- Pecado de amor (1978)
- Variedades de medianoche (1977-79)
- Vivir enamorada (1982)
- Al final del arco iris (1982)
- En vivo (1984 - 1985)
- Mujer, casos de la vida real (1998)
- Los simuladores (2009)
- La tempestad (2013)
- Corazón indomable (2013)[1]
- La Rosa de Guadalupe (2009-2016)